# Henry Howard, earl av Surrey

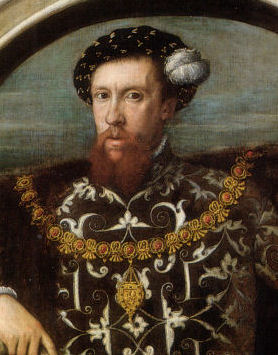
Henry Howard, earl av Surrey, 1546

Henry Howard, earl av Surrey, född omkring 1517, var en engelsk skald,  son till Thomas Howard, 3:e hertig av Norfolk, erhöll en vårdad uppfostran, tidvis tillsammans med Henrik VIII:s illegitima son, hertigen av Richmond, vilken 1533 förmäldes med hans syster. 
Howard var hetsig och stolt samt råkade flera gånger i fängelse till följd av obetänksamma tilltag. Han deltog i det skotska fälttåget 1542 och stred de närmaste åren i Frankrike, där han augusti 1545 - mars 1546: var engelsk guvernör i Boulogne. I december 1546 häktades han som misstänkt för högförräderi, i själva, verket ett offer för den makttävlan mellan familjerna Howard och Seymour, som framkallades av utsikterna till en förmyndarregering efter Henrik VIII:s väntade frånfälle. Anklagelsen grundades väsentligen på några ändringar, som Howard företagit i sitt vapen och som - enligt vad hans fiender intalade den misstänksamme kungen - skulle innebära planer på kronan. Howard dömdes till döden och avrättades i Towern, 21 januari 1547. 
Howard är jämte Thomas Wyatt förelöpare till den engelska renässanslitteraturens glansperiod under Elisabet. De flesta av hans lyriska dikter, Songes and sonnettes, publicerades 1557 i antologin "Tottel's miscellany". Till form och innehåll var Howard starkt påverkad av italienska författare, särskilt Petrarca; hans sonetter är ofta utmärkta av en varm personlig ton och i regel av språklig elegans. 1557 utgavs även Howards översättningar av 2:a och 4:e böckerna i Vergilius Æneid, märklig framför allt därigenom, att den i engelsk poesi införde den orimmade femfotade jamben, blankversen. Som dess uppfinnare intar Howard en plats bland den engelska litteraturens banbrytare; även hans sonetter tjänade länge efterföljarna som mönster.